# داوید دی فریتاس (بازیکن فوتبال فرانسوی)
داوید دی فریتاس (انگلیسی: David de Freitas؛ زادهٔ ۳۰ سپتامبر ۱۹۷۹) بازیکن فوتبال اهل فرانسه است.
از باشگاه‌هایی که در آن بازی کرده‌است می‌توان به باشگاه فوتبال نانت، باشگاه ورزشی آمیان، و باشگاه فوتبال آنژه اشاره کرد.